# Albert de Louvain
 (juillet 2011).
Si vous disposez d'ouvrages ou d'articles de référence ou si vous connaissez des sites web de qualité traitant du thème abordé ici, merci de compléter l'article en donnant les références utiles à sa vérifiabilité et en les liant à la section « Notes et références ».
Pour les articles homonymes, voir Saint Albert et Albert.
Saint Albert de Louvain ou Albert de Liège, né vers 1166 à Louvain et mort assassiné le 24 novembre 1192 à Reims, est un prince-évêque de Liège et cardinal de la fin du XIIe siècle. Reconnu comme saint par l'Église catholique il est liturgiquement commémoré le 24 novembre en Belgique et le 21 novembre ailleurs.

## Chanoine et chevalier
Second fils de Godefroid III, comte de Louvain, Albert fut fait chanoine de la cathédrale de Liège dès l'âge de 12 ans. À 21 ans, il y renonça pour se mettre au service de Baudouin V de Hainaut, comme chevalier. Il se destinait à partir en croisade en Terre sainte mais cela ne se réalisa pas.

## Évêque de Liège

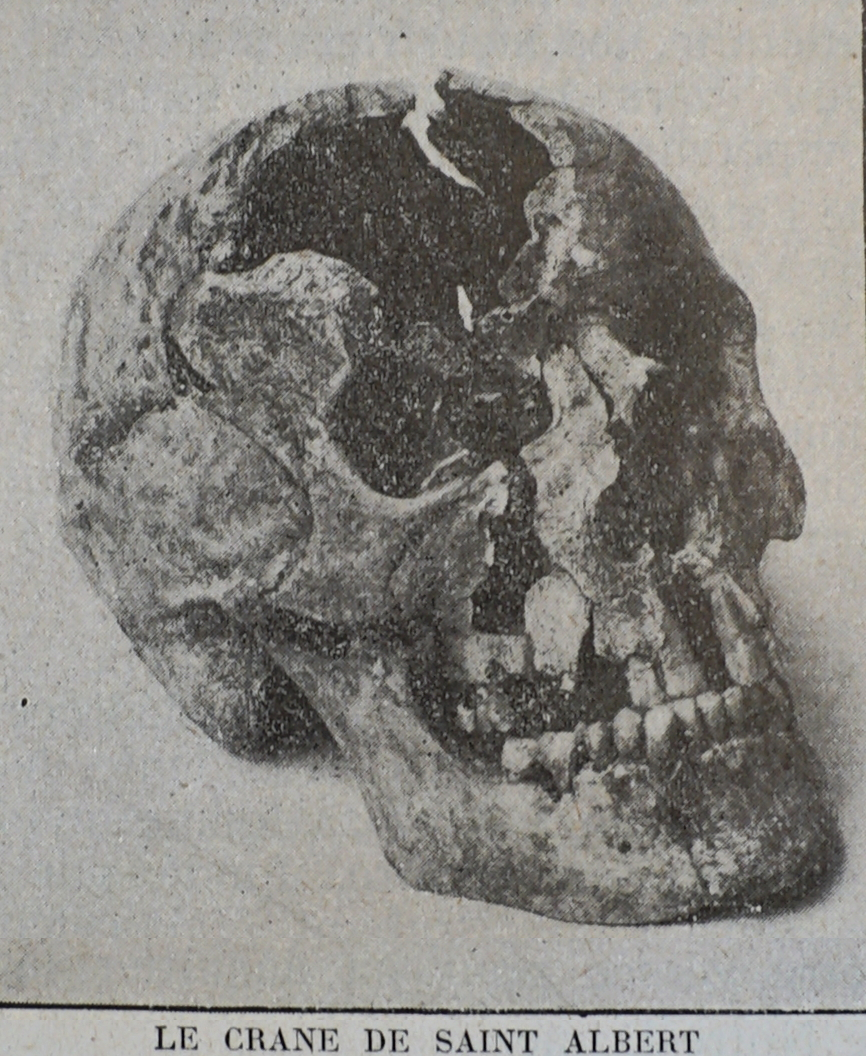
Découverte des restes d'Albert de Louvain.

En 1191, à l'âge de 25 ans, il récupère son bénéfice canonial et est choisi comme évêque de Liège face à Albert de Rethel. Cependant, l'empereur Henri VI soutient un troisième candidat, Lothaire de Hochstaden.
Albert se rend à Rome et obtient l'approbation du pape Célestin III. L'archevêque de Cologne, dont dépend le diocèse de Liège, refuse de consacrer Albert. Ce dernier se réfugie dès lors à Reims où l'archevêque de Reims le consacre.
L'empereur Henri VI y envoie des hommes de main, vraisemblablement avec l'appui de Baudouin V de Hainaut, et fait exécuter Albert de Louvain le 24 novembre 1192 alors qu'il se rendait à l'abbaye de Saint-Rémi.
Lothaire fut excommunié et l'empereur Henri VI dut faire pénitence.
En 1919, les fouilles entreprise par Henri Deneux exhumèrent un sarcophage de pierre en trois morceaux enseveli sous la nef de la cathédrale de Reims.

## Un saint
Tout indique qu'Albert de Louvain était un homme de bien. Son esprit de chevalier et son désir de partir en croisade en sont des indications. Il est même possible que son retour comme chanoine à Liège ait été motivé par des sentiments authentiquement religieux. Il n'en reste pas moins que son assassinat fut un acte politique. Qu'il fût évêque ne change rien au fait, même si cela augmenta beaucoup la gravité du geste. Si aucune passion religieuse ou « haine pour la foi » (condition pour la reconnaissance d'un « martyr chrétien ») n'animaient ses assassins, en revanche, il fut assassiné pour sa fidélité à l'Église apostolique, catholique et romaine.
Il est liturgiquement commémoré le 24 novembre en Belgique et le 21 novembre ailleurs.